# Przylasek
Przylasek est une localité polonaise de la gmina de Platerówka, située dans le powiat de Lubań en voïvodie de Basse-Silésie.